# Йохан VI фон Олденбург
Йохан VI фон Олденбург (на немски: Johann VI von Oldenburg; * 1501 в Олденбург; † 1548 в Бремен) от фамилията Дом Олденбург е граф на Графство Олденбург (1526–1529).
Той е най-възрастният син на граф Йохан V фон Олденбург (1460–1525) и Анна фон Анхалт-Цербст († 1531), дъщеря на княз Георг I фон Анхалт-Цербст.
След смъртта на баща му през 1526 г. той управлява графство Олденбург заедно с братята си Георг I (1503-1551), Христоф (1504–1566) и Антон I (1505-1573). Те имат конфликти за графството. Христоф и Антон I задължават през 1529 г. Йохан VI и Георг I да се откажат от управлението. 
Йохан VI намира поддръжник в херцог Хайнрих II Млади фон Брауншвайг-Волфенбютел. През 1533 г. Йохан VI сключва договор, ограничен за 10 години, да поеме намалено съуправление. През 1542 г. той получава финансово обезпечение с отказ от съуправлението.
Йохан VI фон Олденбург умира през 1548 г. в Бремен и оставя вдовица от неблагороднически произход, за която се е оженил след отказа му управлението.